# Matthias Platzeck
Matthias Platzeck (Potsdam, 29 dicembre 1953) è un politico tedesco, appartenente alla SPD.

## Biografia
È stato presidente della SPD dal 15 novembre 2005 al 10 aprile 2006, giorno delle sue dimissioni per motivi di salute.
Platzeck è primo ministro del Land del Brandeburgo dal 26 giugno 2002 al 28 agosto 2013, presiedendo tre diversi gabinetti (i primi due frutto di una grande coalizione SPD-CDU, il terzo di un'alleanza di sinistra con SPD e Die Linke). In questa veste, è stato anche presidente del Bundesrat nel 2004-2005.